# Waschküche

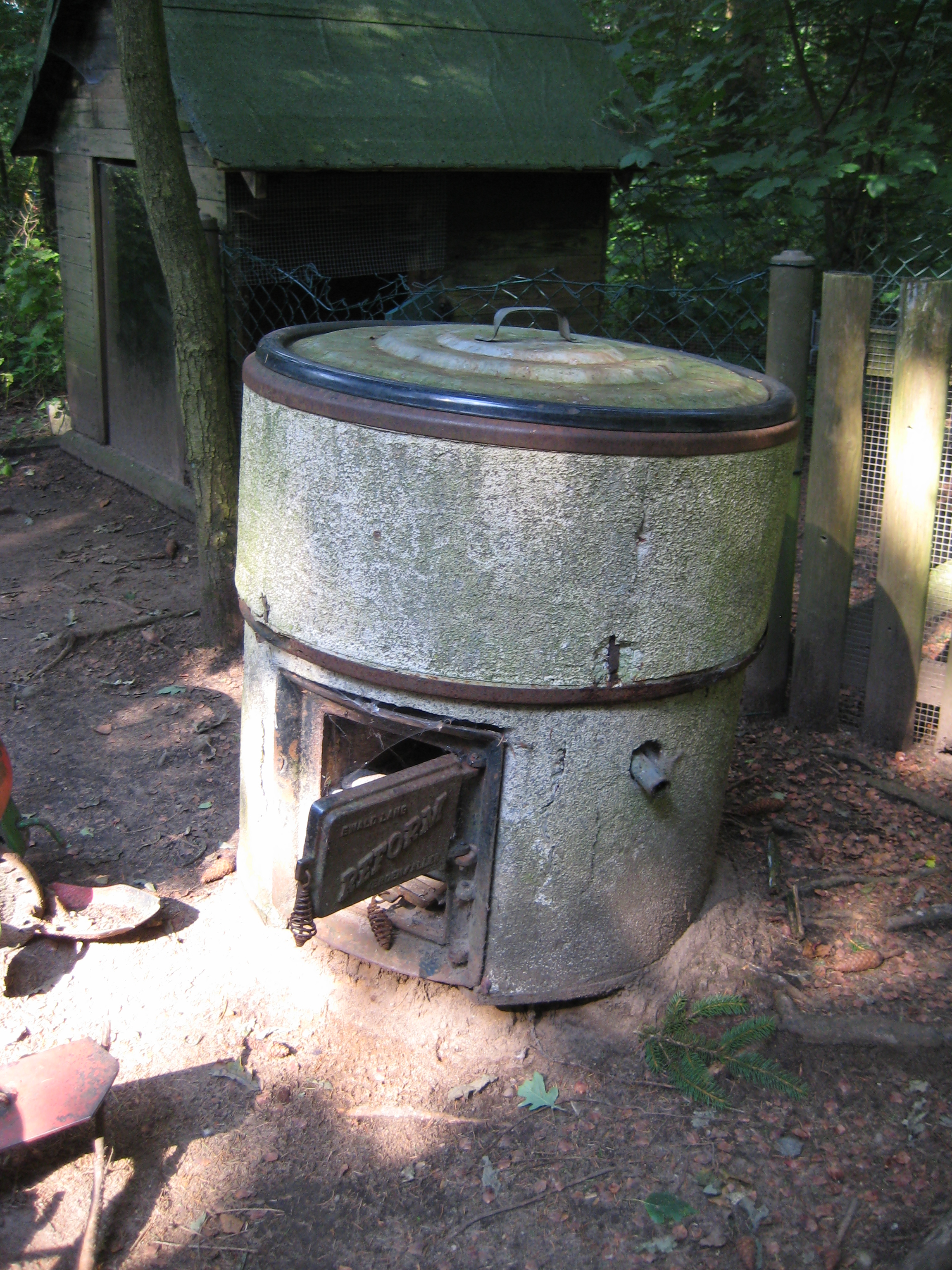
Beheizbarer Waschkessel im Tierpark Neumünster

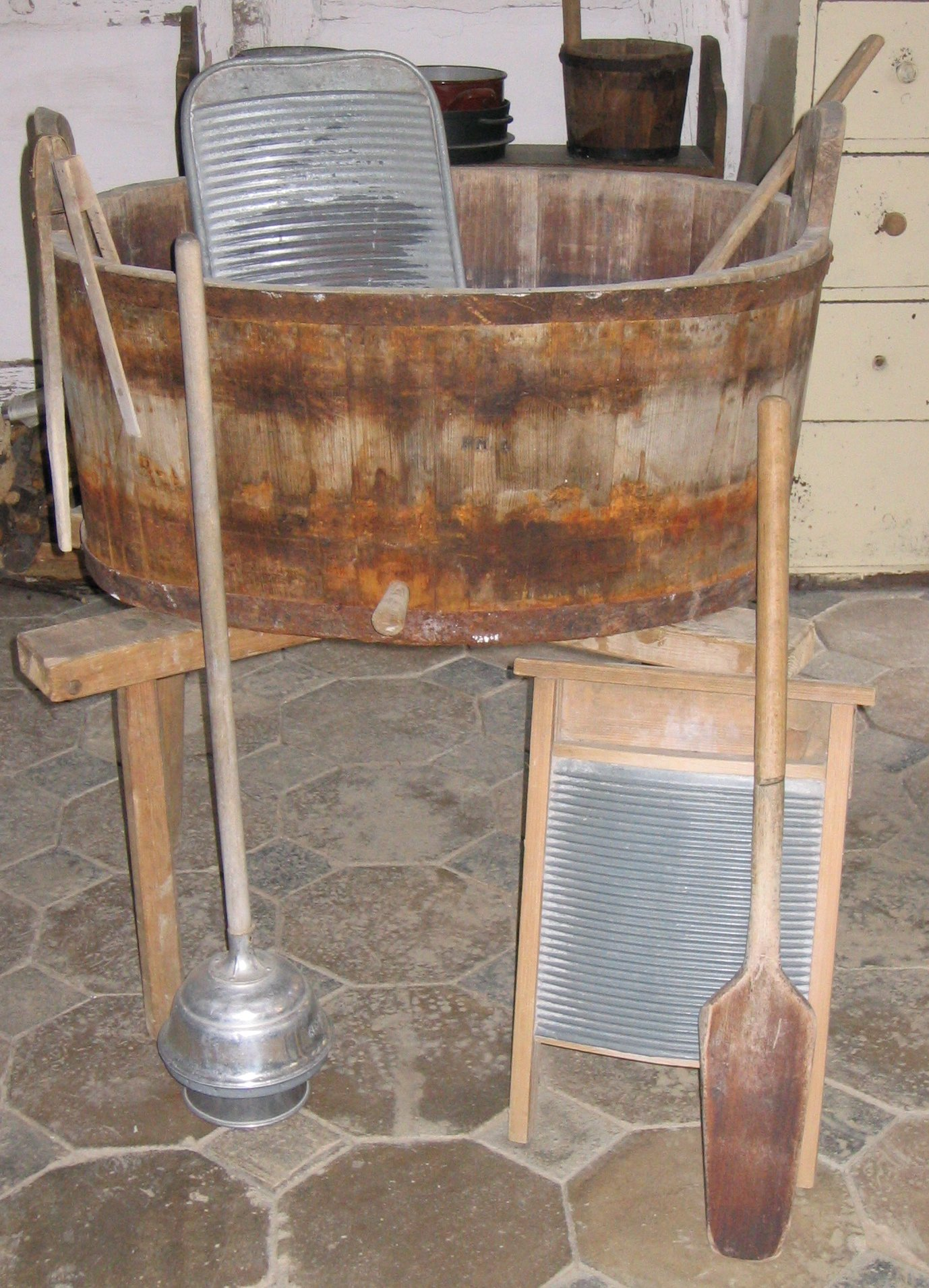
Gegenstände aus der Waschküche (Waschzuber, Waschbretter, Handpaddel)

Eine Waschküche ist ein Raum, welcher der Wäschereinigung dient. Heute sind Gemeinschaftswaschküchen vor allem noch in Studentenwohnheimen und in der Schweiz sowie in Österreich verbreitet. In Österreich sind besonders in der Bundeshauptstadt Wien mit ihren vieIen Gemeindebauten in jedem dieser Gebäude Waschküchen vorhanden, die mittlerweile online gebucht werden können. Die Anzahl dieser Waschküchen wird mit 5600 angegeben. In Deutschland ist die Gemeinschaftsnutzung in Mehrfamilienhäusern seit den 1970er Jahren zurückgegangen und es werden häufig Wasch- und Trockengeräte innerhalb der Wohnung eingebaut. Dies ist besonders häufig der Fall, wenn im Souterrain noch Wohnfläche realisiert wurde und daher kein Platz für eine Waschküche vorhanden ist. In kleineren, selbst bewohnten Wohn- und Reihenhäusern ist eine separate Waschküche hingegen üblich, wird jedoch auch häufig mit einem Hausanschlussraum kombiniert.
Vor dem Aufkommen von privaten Waschküchen gab es öffentliche Waschhäuser, auch als Nebengebäude (Waschhütte, bair.-österr. Waschkuchl).

## Einrichtung

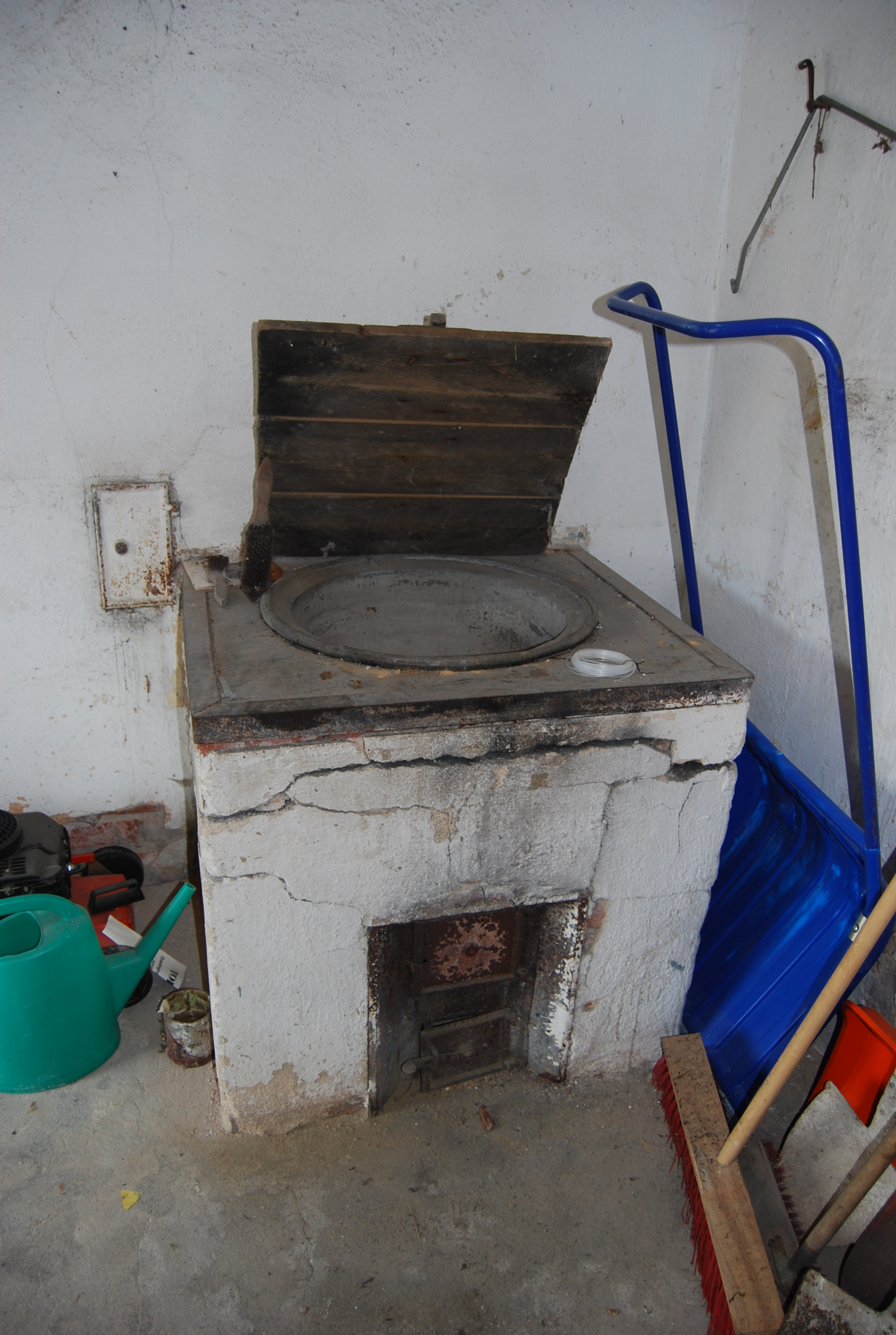
Gemauerter Waschkessel

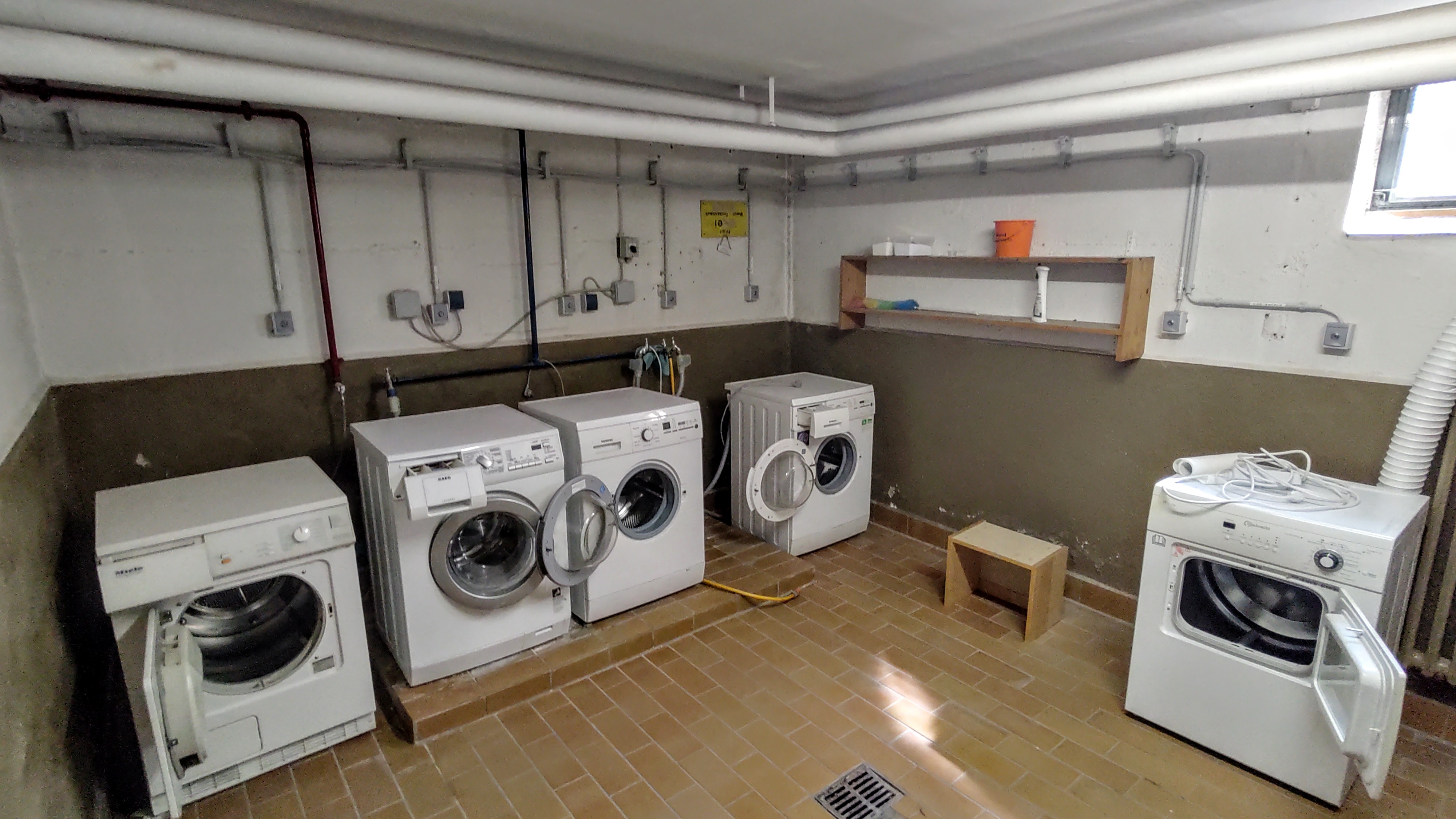
Waschmaschinen und Trockner in der Gemeinschaftswaschküche eines Mehrfamilienhauses

Wesentlicher Bestandteil einer Waschküche war ein gemauerter Ofen mit eingemauerter Wanne (der sog. Waschkessel), in der das Waschwasser erhitzt wurde. Darunter befand sich die dazu benötigte Feuerung, die mit Kohle und/oder Holz, seltener Gas, betrieben wurde, manchmal gab es auch gemauerte oder aus Beton gegossene Becken, in denen die Wäsche eingeweicht oder in klarem Wasser ausgespült werden konnte. Eine Waschküche hatte am Boden üblicherweise einen Wasserablauf, damit überschüssiges Wasser abfließen konnte. Der Boden musste dementsprechend feuchtigkeitsbeständig sein, meist bestand er aus Zementestrich oder war mit Fliesen belegt, auch auf dem Boden liegende Holzroste (die ein Ausrutschen verhindern sollten) wurden manchmal verwendet. Die Wände der Waschküche wurden zuweilen im unteren Teil auch gefliest oder mit Ölfarbe gestrichen, um sie gegen Spritzwasser zu schützen. Wegen der Feuchtigkeit waren Waschküchen in Wohngebäuden meist im Keller eingerichtet, da die früher üblichen Holzbalkendecken in den Obergeschossen durch einsickerndes Wasser und Kondensfeuchte beschädigt worden wären. In der Nähe der Waschküche oder in der Waschküche selbst waren Möglichkeiten der Wäschetrocknung (gespannte Leinen) vorgesehen; dort, wo die Waschküche im Keller lag, besaß sie daher häufig einen Ausgang zum Garten und Trockenplatz. Mit dem verstärkten Aufkommen erster elektrisch betriebener Geräte zum Waschen wie den ersten, noch nicht vollautomatischen Waschmaschinen bzw. Wäscheschleudern, nach dem Zweiten Weltkrieg wurden auch entsprechende Stromanschlüsse in den Waschküchen üblich.
Die Prozedur des Waschens in der Waschküche benötigte weitere Utensilien wie Bleuel (hölzerne Handpaddel) oder rund einen halben Meter lange hölzerne Wäschezangen, mit denen die oft kochend heiße Wäsche aus dem Bottich gezogen werden konnte, Schmierseife, Bürsten, mit denen die Wäsche saubergeschrubbt wurde, ein Waschbrett, um besonders verschmutzte Textilien mechanisch zu reinigen sowie diverse Zinkwannen oder Holzbottiche zum Spülen der Textilien. Mit entsprechenden Holzböcken als Untersatz konnten die Wannen mit Waschwasser auf eine angenehme Arbeitshöhe gebracht werden. Da das Aufheizen des Waschwassers längere Zeit benötigte, lag die Dauer einer Gesamtwäsche bei einem Tag. Wenn mehrere Familien sich eine Waschküche teilen mussten, wurden die Tage der Woche festgelegt, an denen eine bestimmte Familie Waschtag hatte.
Bemerkenswert war die starke Dampfentwicklung, die beim Kochen der Textilien entstand. Eine Waschküche musste darum ein zu öffnendes Fenster haben. Umgangssprachlich wird Waschküche daher als Synonym für Nebel gebraucht. Waschküchen wurden besonders auf dem Land auch als Sommerküchen benutzt, manchmal bereitete man zudem Futter für das Vieh in ihnen zu. Da durch den Waschkessel die Möglichkeit bestand, größere Mengen Wasser zu erhitzen und der Raum dabei beheizt wurde, nutzte man Waschküchen auch zum Baden, bevor Badezimmer in den Wohnungen üblich wurden. Weit verbreitet waren die aus verzinktem Blech bestehenden Volksbadewannen, die mit Wasser aus dem Waschkessel befüllt werden konnten. In den Bodenablauf der Waschküche entleert ließen sie sich aufrecht in einer Ecke abstellen.
Heute wird der Begriff Waschküche (oder Waschraum) oft für Räume verwendet, die zur Aufstellung von Waschmaschinen und/oder Wäschetrocknern vorgesehen sind. Sie finden sich vor allem in Mehrfamilienhäusern und verfügen wie die klassischen Waschküchen meist über einen Abfluss im Boden, damit Wasser bei einem Defekt oder bestimmten Wartungsarbeiten an den Waschmaschinen ablaufen kann; häufig sind auch gemauerte Sockel vorhanden, auf denen die Waschmaschinen in bequemer Höhe aufgestellt werden. In vielen Fällen gibt es Wasser- und Stromanschlüsse für Waschmaschinen, deren Verbrauch über die Zähler für einzelne Wohnungen des Hauses erfasst wird, so dass jeder Mieter einen zu seiner Wohnung gehörenden Stellplatz für die Waschmaschine nutzen kann und der Energieverbrauch mit Sicherheit richtig abgerechnet wird. In manchen Häusern werden den Mietern im Waschraum auch Waschmaschinen und Wäschetrockner mit Münzeinwurf zur Verfügung gestellt.

## Waschhäuser

### Deutschland
Das Waschhaus, auch Waschhütte, steht in der dörflichen, wie auch der vorindustriellen städtischen Wohnstruktur am oder an einem Hauptplatz, und ist ein öffentliches Gebäude. Auch hier galten Regelungen über den Waschtag, um Heizmaterial zu sparen bzw. zu teilen – sofern nicht sommers wie winters kalt gewaschen wurde.
Daneben finden sich auch landwirtschaftliche Nebengebäude der traditionellen Hofformen, die – wie alle anderen heizbaren Einrichtungen bis auf die Kochstelle – aus Brandschutzgründen abseitsstehen. Meist sind Waschhaus, Backofen, Badhaus bzw. das historische Brechlbad der Flachsgewinnung in ein gemeinsames Gebäude zusammengefasst.
Im städtischen Kontext entstanden Gemeinschaftswaschküchen, etwa für die Bewohner eines oder mehrerer Mietshäuser. Die jüngsten Beispiele stammen aus den 1950er und 1960er Jahren, also bis zur allgemeinen Verbreitung der Waschmaschine.

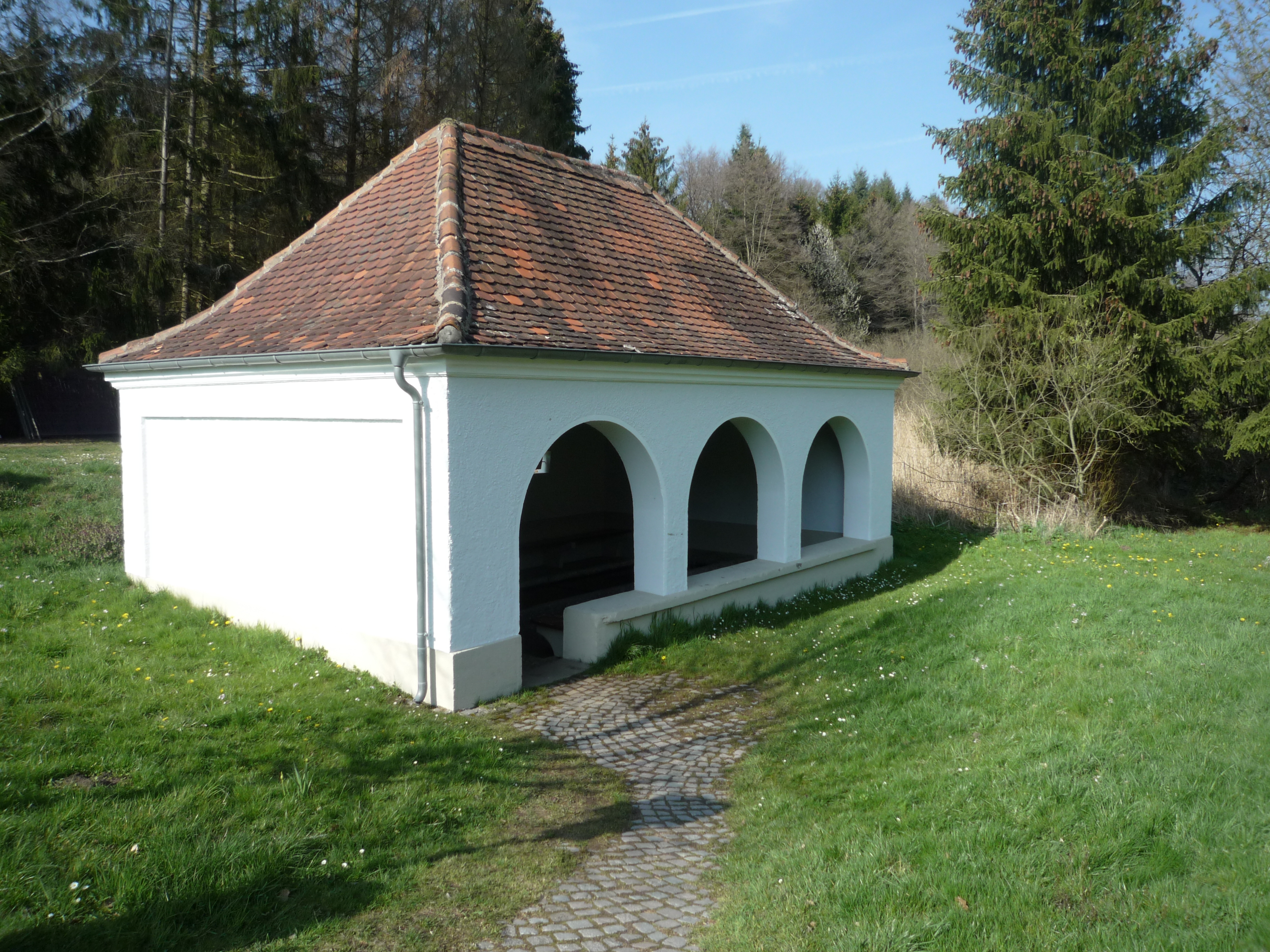
Waschhaus aus dem frühen 20. Jh. in Oberwürzbach
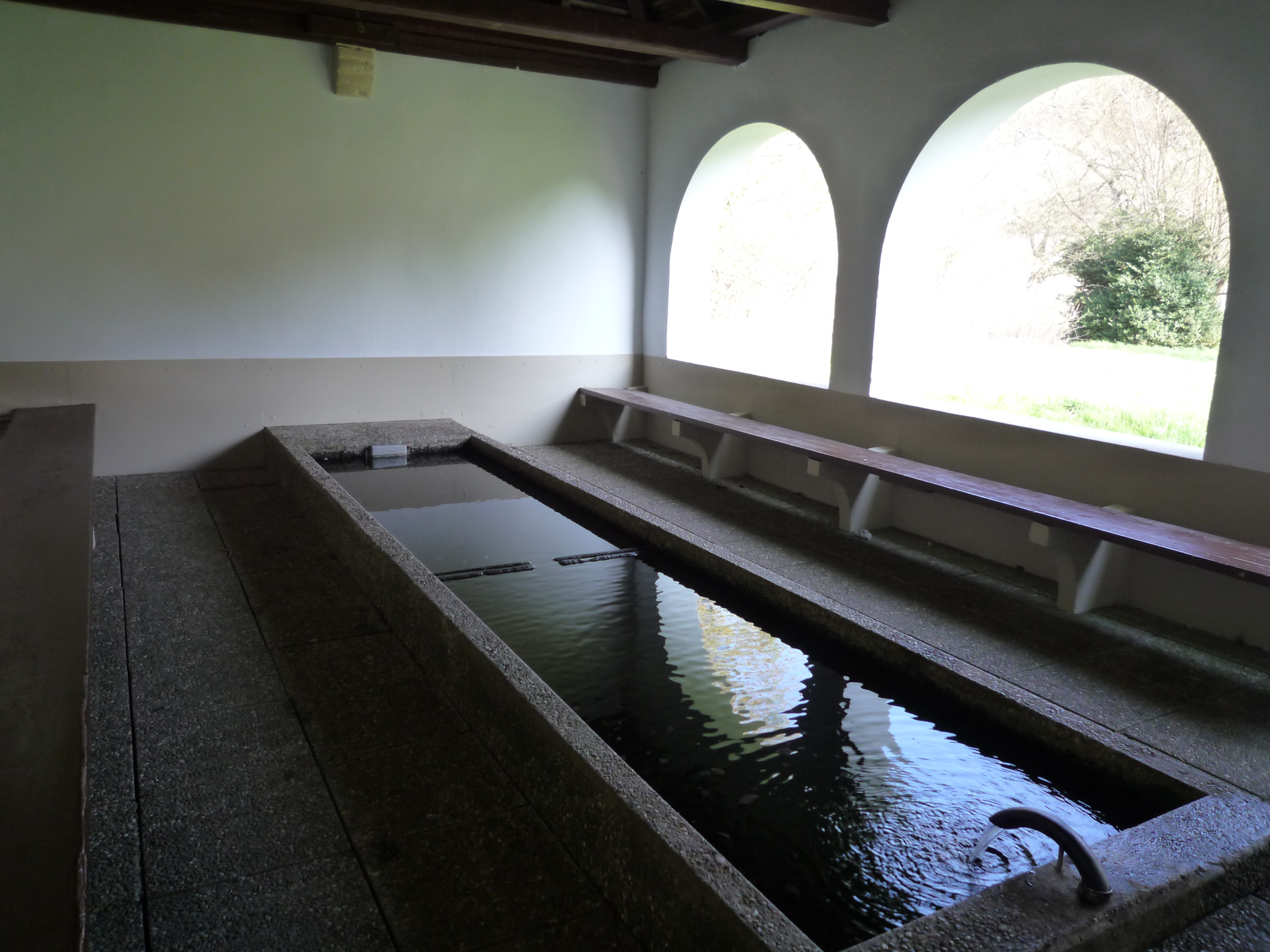
Inneres des Waschhauses in Oberwürzbach, mit modernen Materialien renoviert
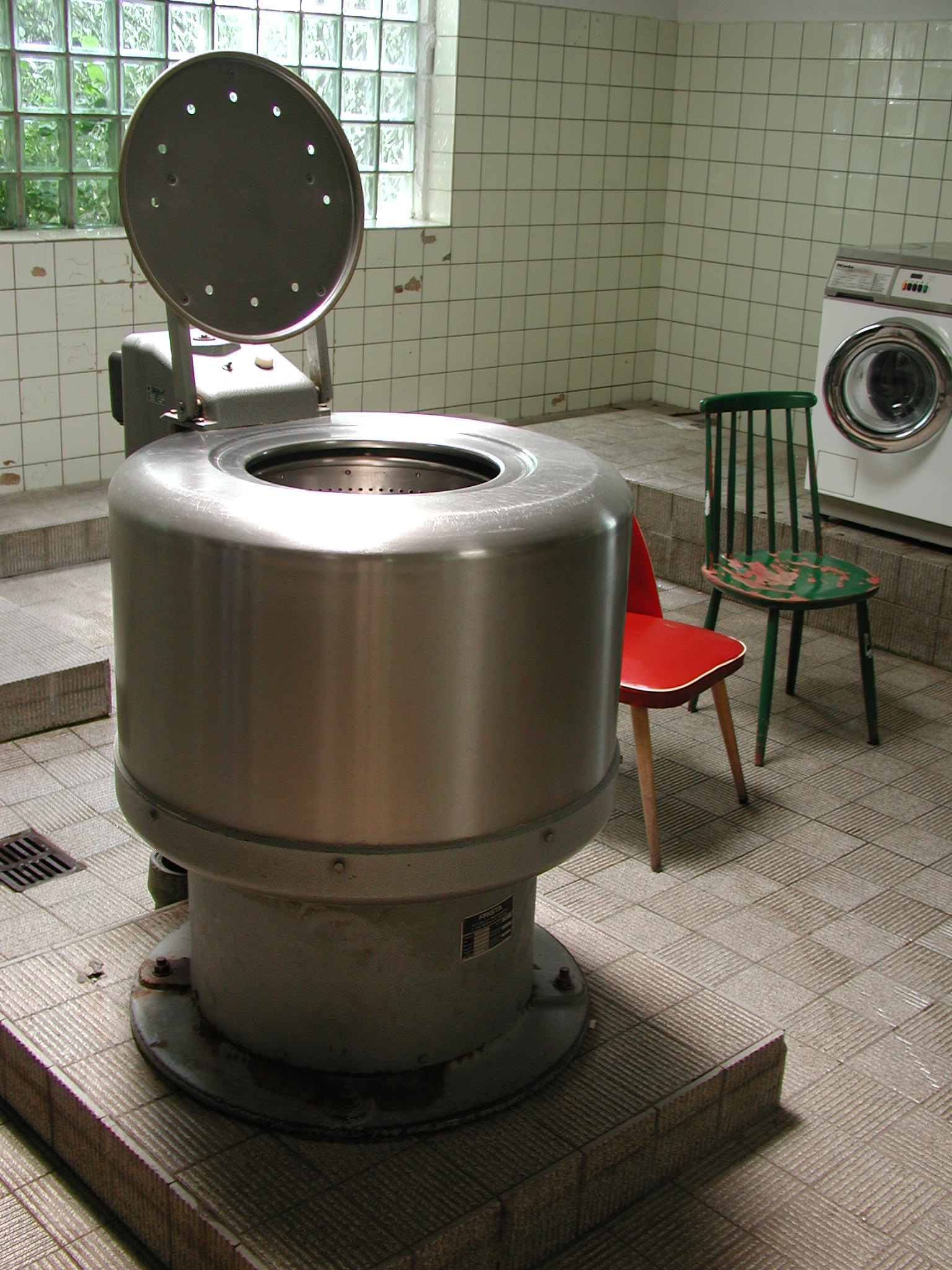
Wäscheschleuder im Waschhaus aus den 60er Jahren in Klausen/Remscheid
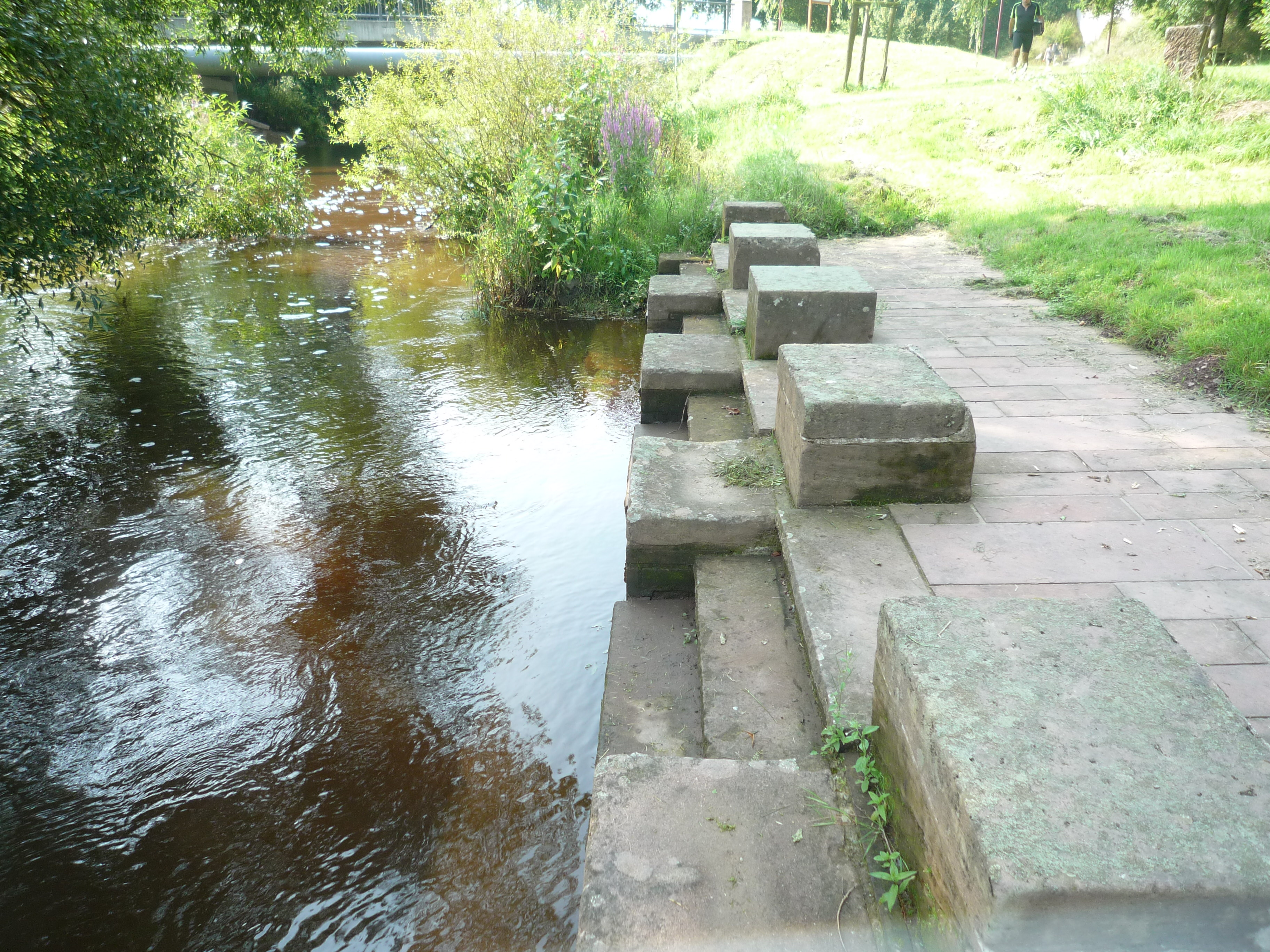
Waschtreppe am Glan bei der Dietschweiler Mühle (Pfalz)
Waschkahn in Mainz am Rhein um 1933

### Frankreich

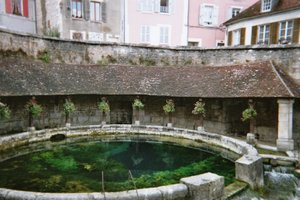
Waschhaus an der Fosse Dionne in Tonnerre (Frankreich)
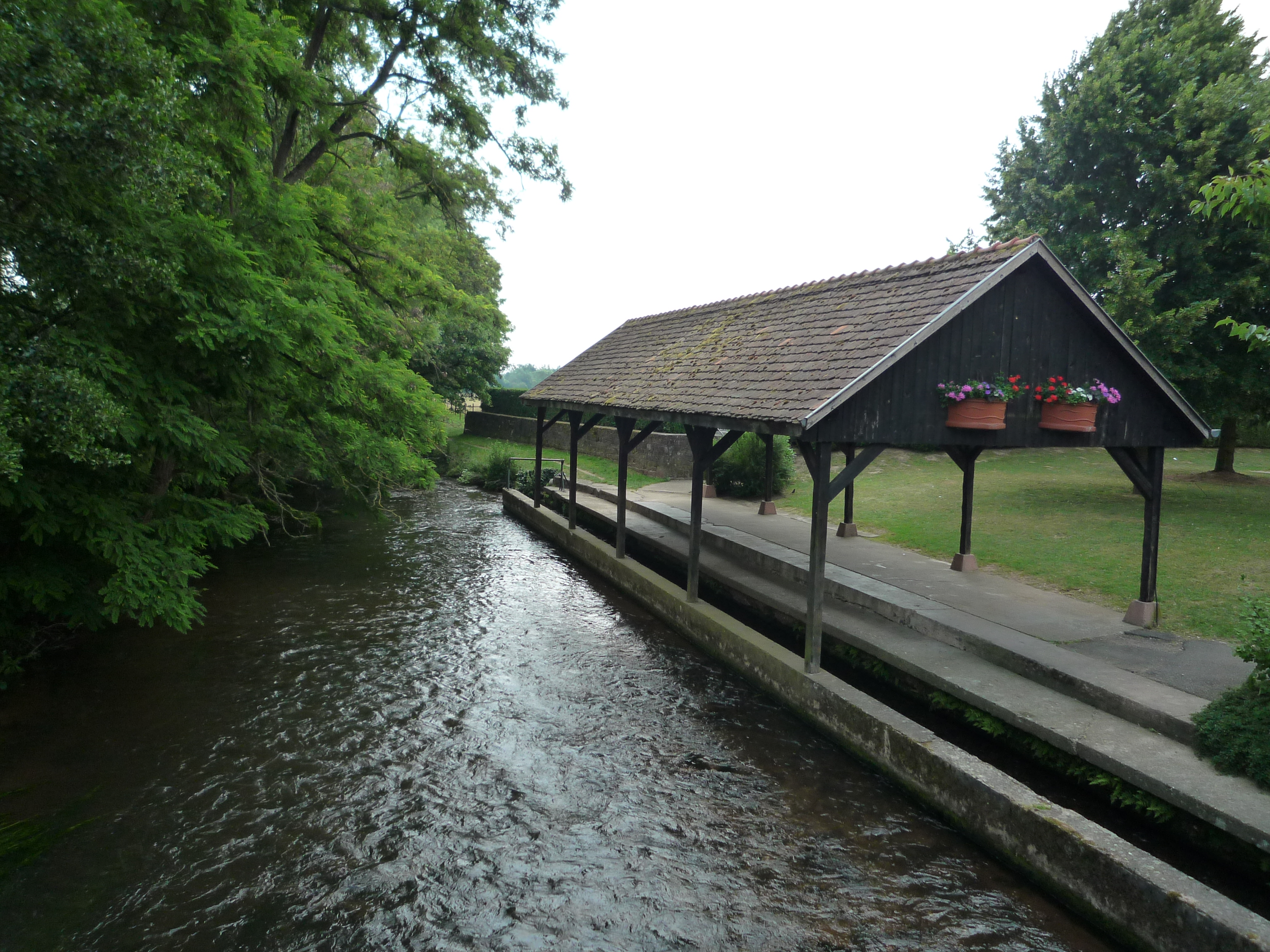
Waschhaus an der Lauter in Altenstadt bei Weißenburg (Elsass)

### Schweiz

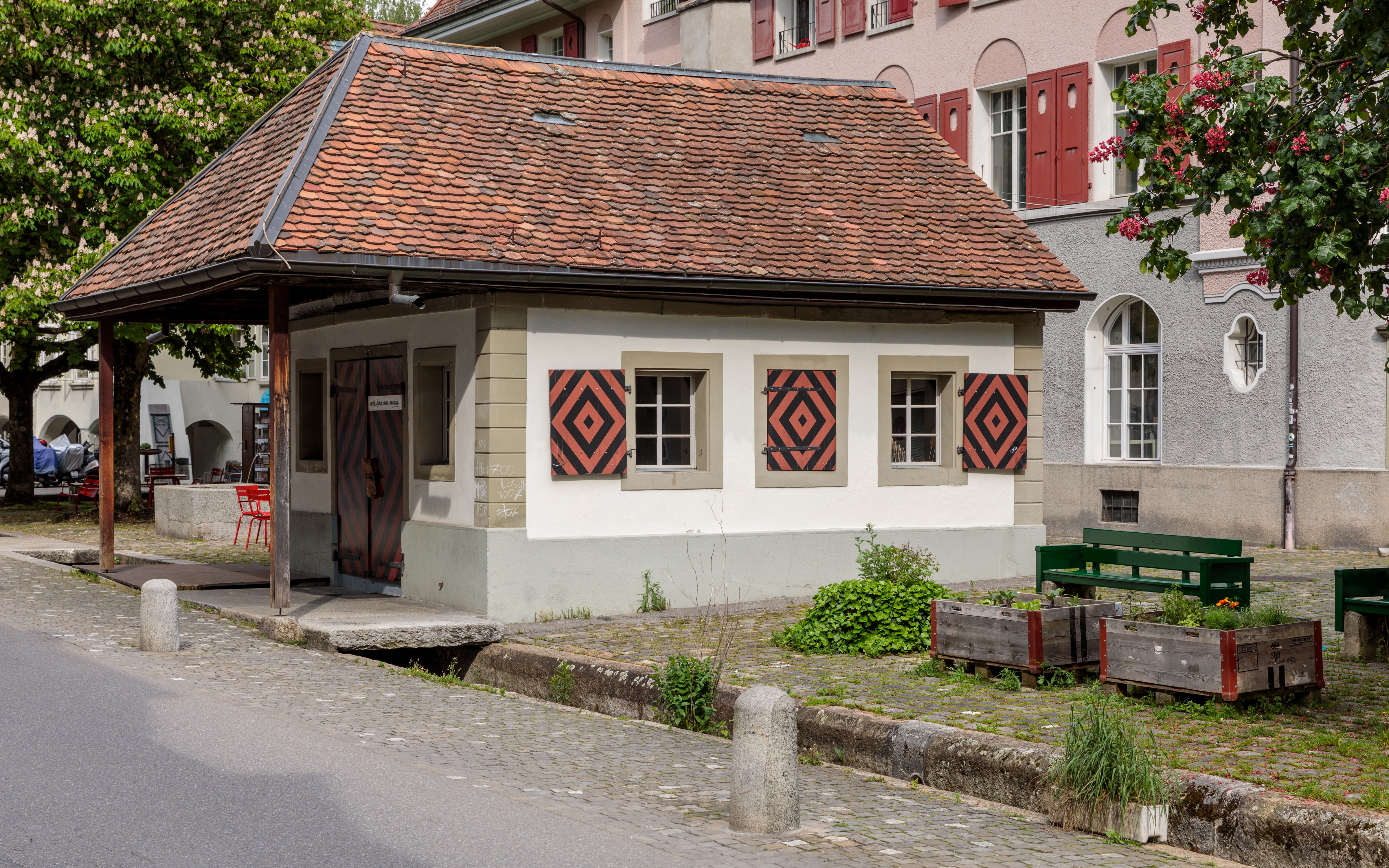
Waschhaus in Bern
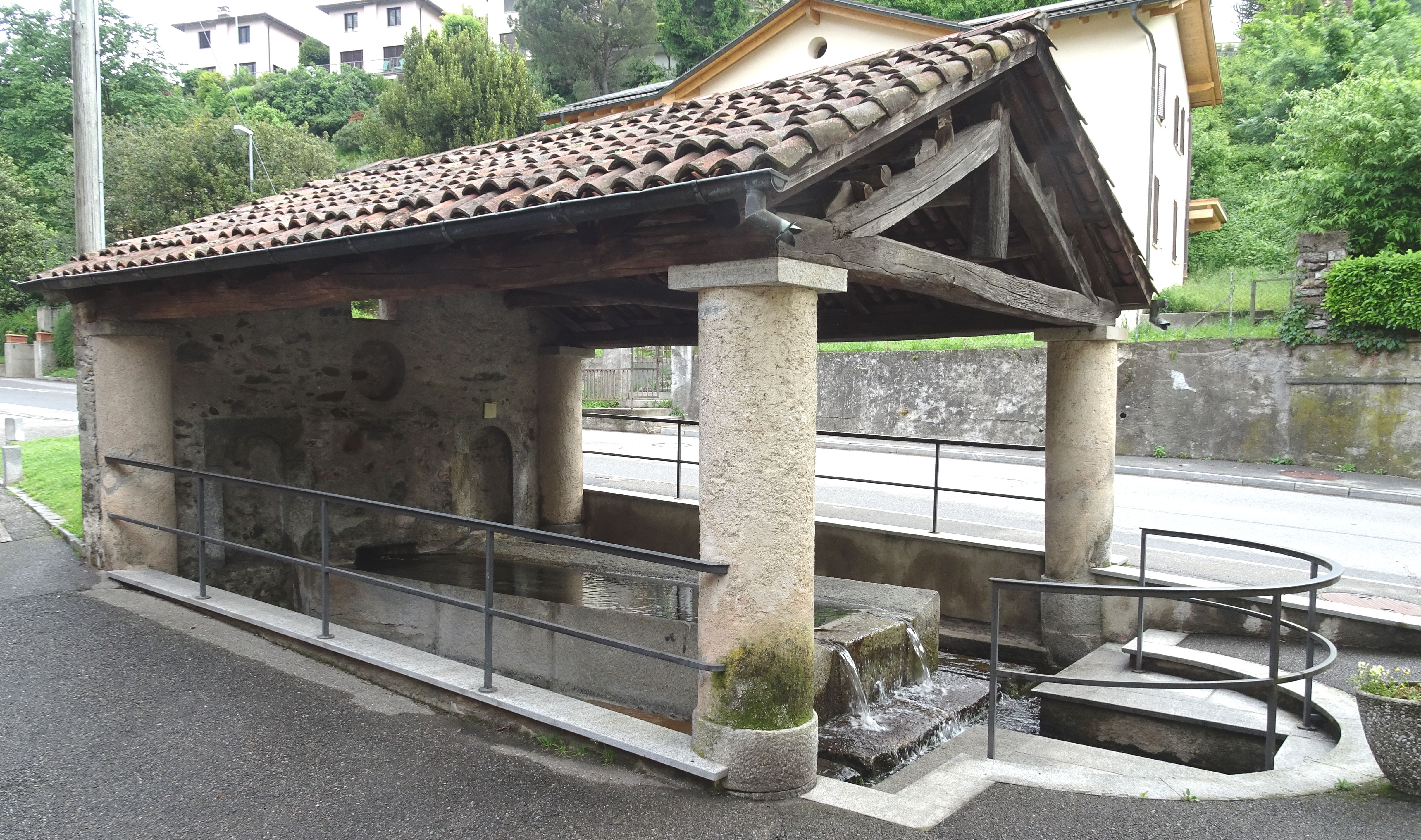
Waschhaus im Dorf Rovio (Tessin)

### Italien

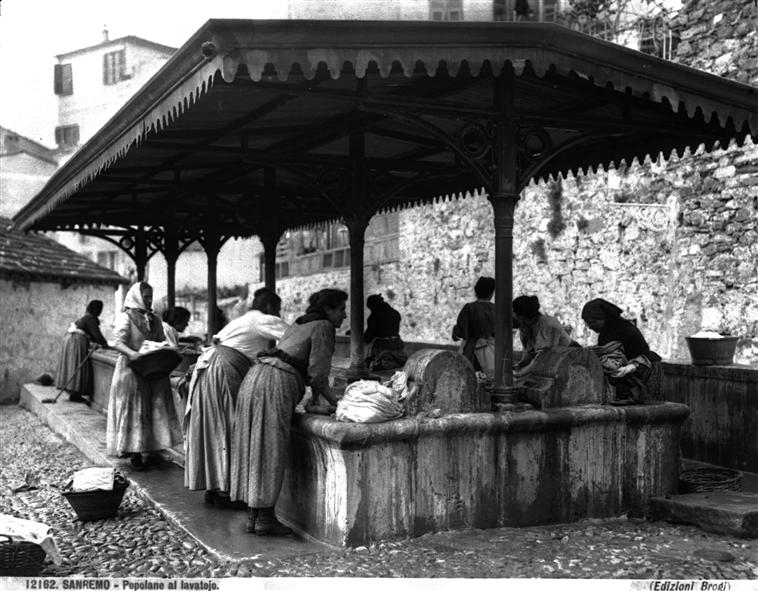
Frauen in einem Waschhaus in Sanremo

### Spanien

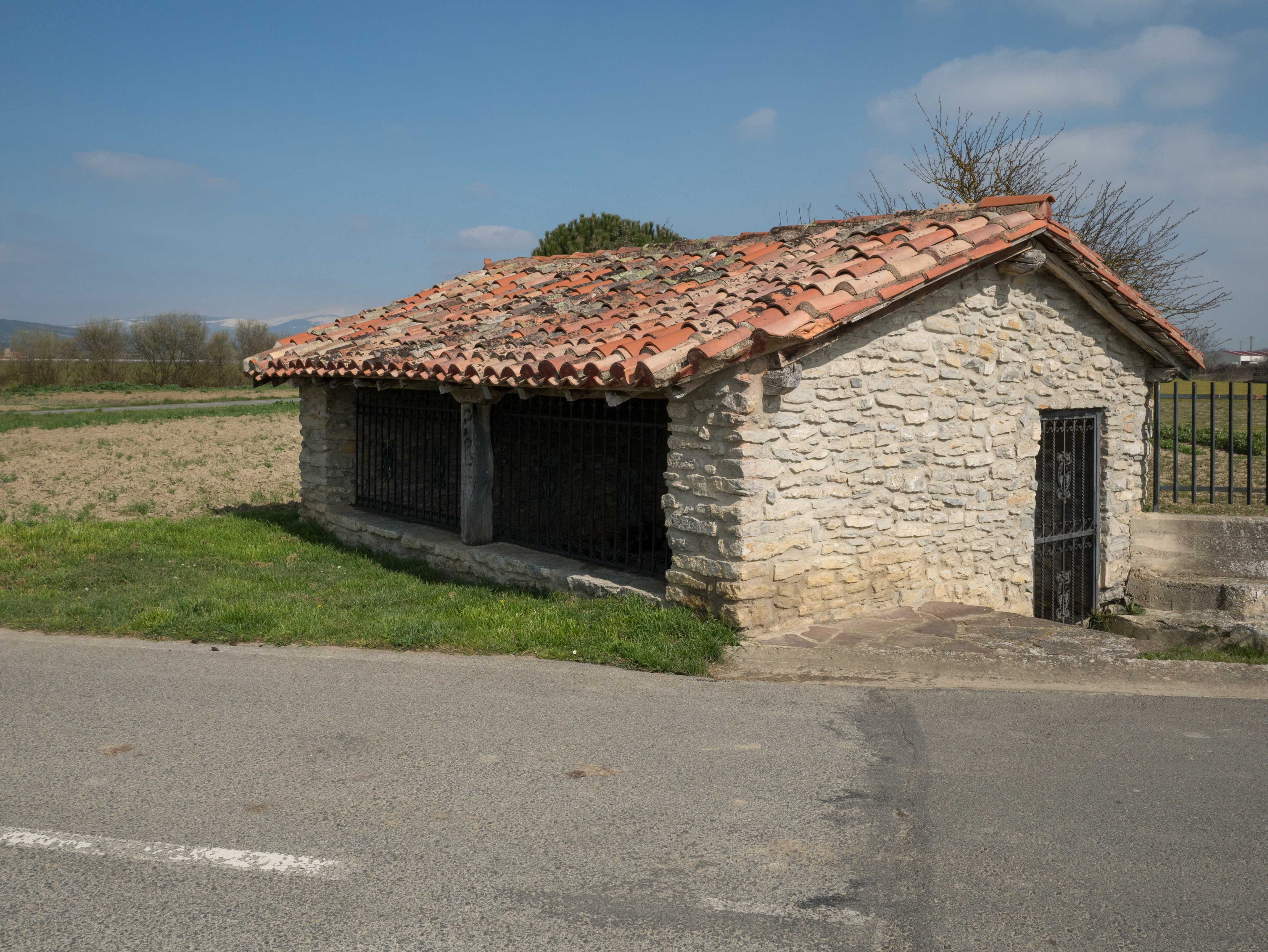
Waschhaus im Dorf Lopidana bei Vitoria-Gasteiz, spanisches Baskenland
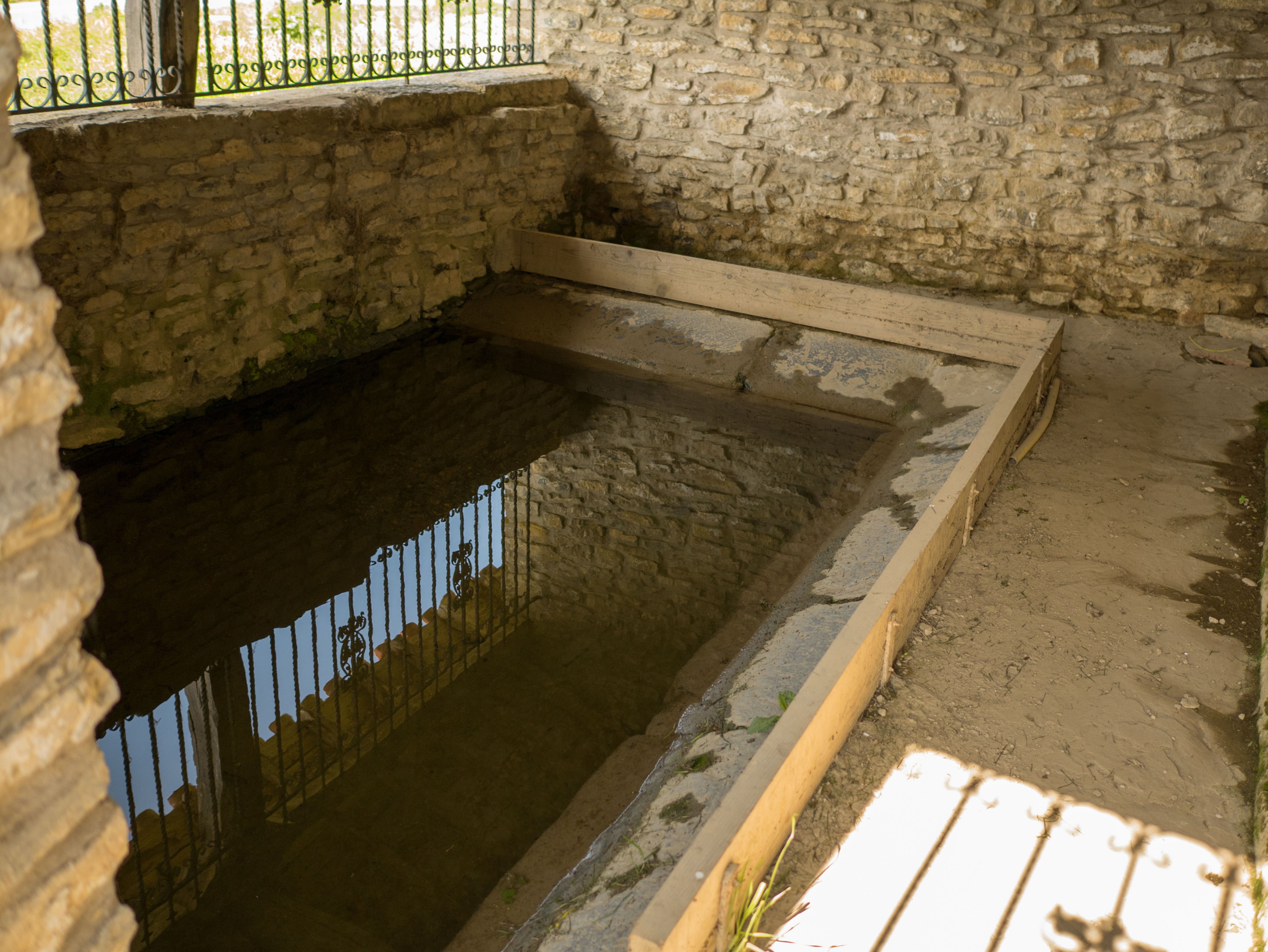
Waschhaus im Dorf Lopidana bei Vitoria-Gasteiz, spanisches Baskenland (Innenansicht)

## Nachnutzung
In Wien wird im Waschsalon eine ehemalige Waschküche im für seine Architektur und Größe bekannten Karl-Marx-Hof für Ausstellungen genutzt. Mit wechselnden Sonderausstellungen, eine Dauerausstellung zum Das Rote Wien sowie thematische Sonderführungen im Karl-Marx-Hof und andere Gemeindebauten.